# Girgaum Chowpatty
Girgaon Chaupati conocida comúnmente como Chaupati (pronunciado chow-patty), es una de las playas públicas más conocidas contiguas a Marine Drive, en el área de Gurgaon, Bombay, India. La playa es conocida por sus celebraciones del Ganesh Chaturthi, cuando miles de personas de todo Bombay acuden para sumergir los ídolos del Señor Ganapati en el Mar Arábigo. También es uno de los muchos lugares donde cada año se realiza el Ramlila en un escenario.
En la carretera que bordea la playa, el terrorista superviviente de los ataques del 26/11/2008, Ajmal Kasab, fue capturado y arrestado. Una estatua de bronce fue erigida en el 26 de noviembre de 2011 en honor de Tukaram Omble, el policía que ayudó a arrestar a Kasab.